# Матвиенко, Анатолий Сергеевич
Анато́лий Серге́евич Матвие́нко (22 марта 1953, г. Бершадь, Винницкая область — 22 мая 2020) — украинский политик. Народный депутат (с перерывами) Верховной Рады шести созывов (1990—1994, 1998—2005, 2006—2007, 2007—2012, 2014—2019 гг.).
1996—1999 — председатель Народно-демократической партии; 1999—2002 — председатель Украинской народной партии «Собор», 2002—2011 — председатель Украинской республиканской партии «Собор». Затем первый заместитель председателя партии «Украинская платформа „Собор“» (УП «Собор»).
Свою карьеру начинал в комсомоле, прошел путь до первого секретаря ЦК ЛКСМ Украины (1989—1991), народный депутат Украины 1-го созыва (1990—1994). В 1996—1998 гг. губернатор Винницкой области. В 2005 году предсовмина Крыма.
Кандидат политических наук.

## Биография
Отец Сергей Кузьмич работал до выхода на пенсию рабочим на Бершадской мебельной фабрике, мать Мария Павловна работала там же бухгалтером.
После окончания Бершадской средней школы окончил факультет механизации сельского хозяйства Львовского сельскохозяйственного института (1975), инженер-механик.
После окончания которого возвращается в родной Бершадь.
- 1975—1976 — заведующий гаражом, 1976—1977 — главный механик Бершадского районного объединения «Раймежколхозстрой» областного объединения «Укрмежколхозстрой», г. Бершадь, Винницкая область;
- 1977—1980 — первый секретарь Бершадского райкома комсомола;
- 1980—1983 — секретарь, 1983—1985 — второй секретарь Винницкого обкома комсомола;
- 1988—1989 — аспирант Высшей партийной школы при ЦК Компартии Украины, г. Киев, по экономическим наукам;
- 1985—1989 — секретарь, в 1989—1991 — первый секретарь ЦК ЛКСМ Украины, был избран на первых альтернативных выборах; 1989—1991 — член Центрального комитета Коммунистической партии Украины;
- 1990—1994 — народный депутат Украины 1-го созыва, был избран по Бершадскому избирательному округу, председатель Комиссии по делам молодежи Верховного Совета Украины;
- 1994—1996 — председатель Фонда содействия развитию искусств Украины;
- 1995—1996 — заместитель председателя объединения «Новая Украина»;
- 1996—1998 — председатель Винницкой областной государственной администрации, многими данное назначение посчиталось неожиданным[2];
- На выборах 1998 года в Верховной Раде Украины III созыва избран в одномандатном округе Винницкой области, в парламенте возглавляет фракцию НДП.
- 15 мая 1999 года на IV съезде НДП добровольно сложил полномочия Главы партии и вышел из её рядов, не согласившись с принятым вследствие грубого давления со стороны исполнительной власти решениям съезда поддержать действующего тогда Президента Кучму на президентских выборах в октябре 1999 года.
- С 1999 года президент Института открытой политики.
- 25 декабря 1999 года на Съезде единения национально-демократических сил тайным голосованием избран Главой УНП «СОБОР». 18 февраля 2001 года на І Съезде партии повторно избранный её Главой.
- С февраля 2001 года — Член Совета Форума Национального Спасения, в июле того же года избран заместителем председателя избирательного блока демократической оппозиции «Блок Юлии Тимошенко».
- июнь 2002 — май 2005 — народный депутат Украины, избран народным депутатом Украины IV созыва по списку Блоку Юлии Тимошенко (3-й номер в списке), председатель Комитета по вопросам государственного строительства и местного самоуправления. Член депутатской фракции «Блок Юлии Тимошенко»;
- В 2004 году возглавлял Харьковский региональный избирательный штаб Виктора Ющенко.
- апрель 2005 — сентябрь 2005 — Председатель Совета министров Автономной республики Крыма[3];
- ноябрь 2005 — май 2006 — заместитель главы секретариата Президента Украины;
- май 2006 — июнь 2007 — народный депутат Украины 5-го созыва от блока «Наша Украина», первый заместитель председателя парламентского Комитета по вопросам государственного строительства и местного самоуправления;
- ноябрь 2007 — декабрь 2012 — народный депутат Украины 6-го созыва от блока «Наша Украина — Народная самооборона», член Комитета Верховной Рады по вопросам государственного строительства и местного самоуправления.
- На парламентских выборах-2012 самовыдвигался по мажоритарному округу в Винницкой области (зарегистрировался 10.08.2012)[4], однако в октябре снял свою кандидатуру, по собственному заявлению — в пользу кандидата поддержаного Объединённой оппозицией (БЮТ) и партией «УДАР» Григория Заболотного[5], который прошёл в парламент набрав 46,73 % голосов.
- ноябрь 2014 — август 2019 — народный депутат Украины 8-го созыва от блока Петра Порошенко.
- председатель Национальной Федерации спортивного туризма Украины.
- 25 декабря 2018 года включён в список украинских физических лиц, против которых российским правительством введены санкции[6].

Перед смертью тяжело болел раком.
Указом Президента Украини № 336/2016 от 19 августа 2016 года награждён юбилейной медалью «25 лет независимости Украины»
Называл Ющенко «талантливо ленивым», а Порошенко — «талантливо трудолюбивым».

## Семья
Жена Ольга Васильевна — проректор по научной работе Киевского национального лингвистического университета, доктор педагогических наук, профессор. Сыновья Виктор и Павел. Внучка Елизавета. Племянник — Сергей Березенко, народный депутат Украины (с 2015).

## Награды
- Орден Свободы (16 июля 2020 года, посмертно)[8];
- Орден «За заслуги» III степени (28 декабря 2011 года)[9];
- Юбилейная медаль «25 лет независимости Украины» (19 августа 2016 года)[10];
- Медаль Балтийской ассамблеи (10 ноября 2017 года)[11];
- Почётная грамота Верховной рады Украины.